# Stenopogon bakeri
Stenopogon bakeri är en tvåvingeart som beskrevs av Wilcox 1971. Stenopogon bakeri ingår i släktet Stenopogon och familjen rovflugor.
Artens utbredningsområde är Kalifornien. Inga underarter finns listade i Catalogue of Life.